# DESI1
DESI1 (англ. Desumoylating isopeptidase 1) – білок, який кодується однойменним геном, розташованим у людей на довгому плечі 22-ї хромосоми. Довжина поліпептидного ланцюга білка становить 168 амінокислот, а молекулярна маса — 18 263.
| 10         |  | 20         |  | 30         |  | 40         |  | 50         |
| ---------- |  | ---------- |  | ---------- |  | ---------- |  | ---------- |
| MEPPNLYPVK |  | LYVYDLSKGL |  | ARRLSPIMLG |  | KQLEGIWHTS |  | IVVHKDEFFF |
| GSGGISSCPP |  | GGTLLGPPDS |  | VVDVGSTEVT |  | EEIFLEYLSS |  | LGESLFRGEA |
| YNLFEHNCNT |  | FSNEVAQFLT |  | GRKIPSYITD |  | LPSEVLSTPF |  | GQALRPLLDS |
| IQIQPPGGSS |  | VGRPNGQS   |  |            |  |            |  |            |

A: Аланін

C: Цистеїн

D: Аспарагінова кислота

E: Глутамінова кислота

F: Фенілаланін

G: Гліцин

H: Гістидин

I: Ізолейцин

K: Лізин

L: Лейцин

M: Метіонін

N: Аспарагін

P: Пролін

Q: Глутамін

R: Аргінін

S: Серин

T: Треонін

V: Валін

W: Триптофан

Кодований геном білок за функціями належить до гідролаз, протеаз. 
Локалізований у цитоплазмі, ядрі.